# Cabo Isla
Cabo Isla o cabo Senglea es un cabo de la isla de Malta. Este cabo recibe su nombre de la cercana población de Isla.
Su ubicación geográfica está en las coordenadas 35° 53' 27" norte y 14° 30' 50" este (35.89083 / 14.51389).